# Aviastroitel
 (mars 2025).
Aviastroitel est une entreprise russe dont les origines remontent à 1970 et qui est spécialisée dans la conception et la construction de planeurs.

## La coopérative Mechta
En 1970 Vladimir Egorovich Fedorov (1937- ), aérodynamicien émérite qui a largement contribué au succès de la navette spatiale Bourane, prit la tête d’un groupe de techniciens et ingénieurs souhaitant développer des planeurs sportifs. La première réalisation de ce groupe fut un motoplaneur monoplace expérimental bimoteur de 15 m d’envergure développé entre 1970 et 1974 et baptisé Istra. Mis en chantier en 1981, le Baïkal, un motoplaneur biplace expérimental de 18 m d’envergure a volé à son tour en 1986. Dans la foulée Vladimir Fedorov réalisa en 1988 le Mechta I, un planeur monoplace d’entraînement de base de 13,3 m d’envergure. En 1989 le Baikal et le Mechta I furent présentés à la 5e compétition de planeurs de construction amateur organisée à Riga (Riga-89). Le Mechta I connut un certain succès et le passage à la construction en série fut décidé. Deux appareils de présérie ont été réalisés en 1990/91 et en 1993 fut constitué dans la région de Moscou une société coopérative baptisée Planeurs Mechta. Un des deux appareils de présérie sera envoyé pour essais aux États-Unis.

## Le succès du Russia
Pour répondre à un concours de la FAI visant à la création d'une nouvelle classe de planeurs, Vladimir Fedorof réalisa en 1992 un nouveau planeur monoplace. Deux versions furent présentées à Oerlinhausen, en Allemagne, où les épreuves se disputèrent en 1993. Le Russia I (ou Russia-1), 11 m d'envergure, et le Russia II (Russia-2), 12,6 m d’envergure. La coopérative Mechta ne semblant pas avoir de moyens industriels la FAI retint le planeur polonais PW-5 pour la première place, mais classa le Russia second. Or la délégation américaine, impressionnée à la fois par la simplicité de construction et les performances de l’appareil, acheta le Russia-2 et passa commande de deux exemplaires supplémentaires. En série cet appareil est devenu Aviastroitel AC-4. 
La Mechta Sailplanes, LLC fut formée en 1994 pour commercialiser le planeur dont 18 exemplaires furent rapidement commandés. Pour satisfaire à cette demande Vladimir Fedorov dut donc réaliser un second jeu de moules et créer un second atelier à Penza, portant la capacité de production à 48 planeurs/an. En 1997 Mechta Sailplanes, LLC devint Russia Sailplanes Inc, mais en 2003 une nouvelle réglementation concernant les procédures d’homologation et de certification d’aéronefs est entrée en vigueur en Russie, rendant prohibitif le coût de production de ces planeurs, dont la distribution a alors cessé hors de Russie. 
Fin 2002 la coopérative Mechta, devenue Aviastroitel, avait produit 60 planeurs AC-4 et 33 motoplaneurs AC-5M, vendus essentiellement aux États-Unis, mais aussi en Grande-Bretagne (10), Canada (2), Grèce, Pays-Bas et Nouvelle-Zélande (1 chacun).

## Après 1998
En 2000, le Russia-1 remporta quatre records internationaux pour planeurs légers dans la région de Lipetsk, pilotés par T. Sviridova, V. Bessarabov et N. Boldyrev. Fort de ce succès sportif, et en attendant l'assouplissement des réglementations russes, Vladimir Fedorof a poursuivi le développement de l'AC-4 : un motoplaneur monoplace, l'AC-5M est apparu en 1998 et un biplace côte à côte, l'AC-7M en 2005.   